# Liste literarischer Gesellschaften
Diese Liste sammelt Literarische Gesellschaften.

## A
- Allgemeiner Deutscher Reimverein
- Hermann-Allmers-Gesellschaft
- Stefan-Andres-Gesellschaft
- Internationale Arnim-Gesellschaft
- Bettina-von-Arnim-Gesellschaft

## B
- Ernst Barlach Gesellschaft Hamburg
- Ernst Barlach Stiftung Güstrow
- Internationale Walter-Benjamin-Gesellschaft
- Gottfried-Benn-Gesellschaft
- Berliner Bibliophilen Abend
- Bevensen-Tagung
- Gesellschaft der Bibliophilen
- Ernst-Bloch-Gesellschaft
- Rudolf-Borchardt-Gesellschaft
- Internationale Wolfgang Borchert-Gesellschaft
- Bert Brecht Kreis Augsburg
- Willi-Bredel-Gesellschaft Geschichtswerkstatt
- Rolf-Dieter-Brinkmann-Gesellschaft
- Otto-Brües-Freundeskreis
- Georg Büchner Gesellschaft
- Charles-Bukowski-Gesellschaft
- Wilhelm-Busch-Gesellschaft
- Johannes-Bobrowski-Gesellschaft

## C
- Claudius-Gesellschaft

## D
- Deutsche Dante-Gesellschaft
- Theodor-Däubler-Gesellschaft
- Dauthendey-Gesellschaft
- Deutsche Gesellschaft zum Studium des Western
- Deutsche Haiku Gesellschaft
- Charles Dickens-Gesellschaft Deutschland
- Internationale Alfred Döblin-Gesellschaft
- Heimito von Doderer-Gesellschaft
- Deutsche Dostojewskij-Gesellschaft
- Annette von Droste-Gesellschaft

## E
- Ehstländische Literärische Gesellschaft
- Eichendorff-Gesellschaft
- Carl-Einstein-Gesellschaft
- Elisabeth von Ulmann-Gesellschaft e. V.
- Internationale Gisela Elsner Gesellschaft e. V.
- Paul-Ernst-Gesellschaft
- Erster Deutscher Fantasy Club
- Europäische Märchengesellschaft
- Freundeskreis Till Eulenspiegel
- Erich-Mühsam-Gesellschaft

## F
- Hans-Fallada-Gesellschaft
- Hans-Fallada-Verein Greifswald
- Hoffmann-von-Fallersleben-Gesellschaft
- Internationale Faust-Gesellschaft
- Fehrs-Gilde
- Franz-Michael-Felder-Verein
- Fruchtbringende Gesellschaft, Akademie, gegründet 1617 Weimar
- Marieluise-Fleißer-Gesellschaft
- Förderkreis Freie Literaturgesellschaft Leipzig
- Theodor Fontane Gesellschaft
- FORUM ALLMENDE
- Forum Vormärz Forschung
- Fouqué-Gesellschaft Berlin-Brandenburg
- Leonhard-Frank-Gesellschaft
- Freudenthal-Gesellschaft
- Gustav-Freytag-Gesellschaft
- internationaler Franz Fühmann Freundeskreis

## G
- Deutsche Ganghofer-Gesellschaft
- Stefan-George-Gesellschaft
- Friedrich-Gerstäcker-Gesellschaft
- Gesellschaft für Fantastikforschung
- Gesellschaft für Theatergeschichte
- Gesellschaft für zeitgenössische Lyrik
- Goethe-Gesellschaft
- Freies Deutsches Hochstift
- Göttinger Literarische Gesellschaft
- Grabbe-Gesellschaft
- Oskar Maria Graf-Gesellschaft
- Grillparzer-Gesellschaft
- Brüder Grimm-Gesellschaft
- Grimmelshausen-Gesellschaft
- Georg-Groddeck-Gesellschaft
- Klaus-Groth-Gesellschaft
- Internationale Andreas Gryphius-Gesellschaft

## H
- Peter-Hacks-Gesellschaft
- Hans-Mayer-Gesellschaft
- Heinrich-Hansjakob-Gesellschaft
- Harro-Harring-Gesellschaft
- Walter-Hasenclever-Gesellschaft
- Gerhart-Hauptmann-Gesellschaft
- Hebbel-Gesellschaft
- Heinrich-Heine-Gesellschaft
- Internationale Herder Gesellschaft
- Peter-Hille-Gesellschaft
- Kurt-Hiller-Gesellschaft
- E.T.A. Hoffmann-Gesellschaft
- Heinrich-Hoffmann-Gesellschaft
- Hoffmann-von-Fallersleben-Gesellschaft
- Hugo von Hofmannsthal-Gesellschaft
- Hölderlin-Gesellschaft
- Ödön-von-Horváth-Gesellschaft
- Fritz Hüser-Gesellschaft

## I
- Immermann-Gesellschaft
- Inklings-Gesellschaft

## J
- Jean-Paul-Gesellschaft
- Uwe Johnson-Gesellschaft

## K
- Deutsche Kafka-Gesellschaft
- Franz-Kafka-Gesellschaft
- Literaturverein Georg Kaiser
- Erich Kästner Gesellschaft
- Gottfried Keller-Gesellschaft Zürich
- Justinus-Kerner-Verein
- Heinrich-von-Kleist-Gesellschaft
- Knorr-von-Rosenroth-Gesellschaft
- Christine Koch Gesellschaft
- Kulturhistorischer Verein Friedrichshagen

## L
- Friedo-Lampe-Gesellschaft
- Elisabeth Langgässer-Gesellschaft
- Else-Lasker-Schüler-Gesellschaft
- Literaturgesellschaft Gertrud von le Fort
- Gertrud von Le Fort-Gesellschaft zur Förderung christlicher Literatur e. V.
- Leipziger Bibliophilen-Abend
- Internationale Lenau-Gesellschaft
- Deutsche Leopardi-Gesellschaft
- Internationale Alexander Lernet-Holenia Gesellschaft
- Lessing-Akademie
- Lettisch-Literärische Gesellschaft
- Lichtenberg-Gesellschaft
- Literarische Gesellschaft Biel
- Literarische Gesellschaft Bochum
- Literarische Gesellschaft Gräfelfing
- Literarische Gesellschaft Halberstadt
- Literarische Gesellschaft Karlsruhe
- Literarische Gesellschaft Köln
- Literarische Gesellschaft in Leipzig
- Literarische Gesellschaft Lüneburg
- Literarische Gesellschaft Magdeburg
- Literarische Gesellschaft Thüringen
- Literarische Vereinigung Braunschweig
- Literarische Vereinigung Winterthur
- Literarische Werkstatt Kreuzberg
- Literarischer Gesprächskreis Ludwigsburg
- Literarischer Verein der Pfalz
- Literarisches Colloquium Berlin
- Literarisches Zentrum Gießen
- Literaturarchiv Sulzbach-Rosenberg
- Literaturbrücke Berlin
- Literaturverein Münster
- Literaturwerkstatt Berlin
- Literaturzentrum Neubrandenburg
- Roger-Loewig-Gesellschaft
- Deutsche Lovecraft Gesellschaft
- Internationale Lukács-Gesellschaft
- Lyrik-Kabinett

## M
- Arbeitskreis Heinrich Mann
- Heinrich Mann-Gesellschaft
- Deutsche Thomas Mann-Gesellschaft
- Thomas Mann-Gesellschaft Düsseldorf
- Thomas Mann Gesellschaft Zürich
- Marburger Literaturforum
- Karl-May-Gesellschaft
- Mecklenburgische Literaturgesellschaft
- Ernst Meister Gesellschaft
- Agnes-Miegel-Gesellschaft
- Erika-Mitterer-Gesellschaft
- Erich-Mühsam-Gesellschaft
- Internationale Heiner-Müller-Gesellschaft
- Bad Kreuznacher Freundeskreis Maler Müller
- Internationale Wilhelm-Müller-Gesellschaft
- Internationale Robert-Musil-Gesellschaft

## N
- Internationale Nestroy-Gesellschaft
- Neue Gesellschaft für Literatur Erlangen
- Neue Literarische Gesellschaft Marburg
- Neue Literarische Gesellschaft Recklinghausen e. V. - NLGR
- Nibelungengesellschaft Worms
- Internationale Novalisgesellschaft
- Literaturkreis Novalis

## O
- Heinrich-Albert-Oppermann-Gesellschaft
- Ernst-Ortlepp-Gesellschaft
- Österreichische Gesellschaft für Literatur
- Oswald von Wolkenstein-Gesellschaft
- Literarische Gesellschaft Oldenburg

## P
- Pegnesischer Blumenorden
- Phantastische Bibliothek Wetzlar
- Pirckheimer-Gesellschaft
- Verein der Bibliophilen und Grafikfreunde Magdeburg und Sachsen-Anhalt "Willibald Pirckheimer"
- Willibald-Pirckheimer-Gesellschaft zur Erforschung von Renaissance und Humanismus Nürnberg
- Franz Graf von Pocci Gesellschaft
- Marcel Proust Gesellschaft
- Deutsche Puschkin-Gesellschaft

## Q
- Quickborn - Vereinigung für niederdeutsche Sprache und Literatur

## R
- Raabe-Gesellschaft
- Ferdinand Raimund-Gesellschaft
- Brigitte Reimann-Gesellschaft
- Erich-Maria-Remarque-Gesellschaft
- Georg Rendl Gesellschaft
- Fritz Reuter Gesellschaft
- Rilke-Gesellschaft
- Ringelnatz-Gesellschaft
- Joachim-Ringelnatz-Verein Wurzen
- Gesellschaft der Freunde Romain Rollands in Deutschland
- Société Jean-Jacques Rousseau
- Rückert-Gesellschaft

## S
- Sartre-Gesellschaft
- René-Schickele-Gesellschaft (Culture et Bilinguisme d'Alsace et de Moselle)
- Deutsche Schillergesellschaft
- Friedrich Schlegel-Gesellschaft
- Gesellschaft der Arno-Schmidt-Leser
- Johann Gottfried Schnabel-Gesellschaft
- Reinhold-Schneider-Gesellschaft
- Arthur Schnitzler-Gesellschaft
- Schopenhauer-Gesellschaft
- Rudolf-Alexander-Schröder-Stiftung
- Science Fiction Club Deutschland
- Charles Sealsfield-Gesellschaft
- Internationale Charles Sealsfield-Gesellschaft
- Anna-Seghers-Gesellschaft Berlin und Mainz
- Deutsche Shakespeare-Gesellschaft
- Heinrich-Sohnrey-Gesellschaft
- Friedrich-Spee-Gesellschaft Düsseldorf
- Friedrich-Spee-Gesellschaft Trier
- St. Ingberter Literaturforum
- Deutsche Stendhal-Gesellschaft
- Rheinische Adalbert-Stifter-Gemeinschaft
- Theodor-Storm-Gesellschaft

## T
- Thüringische Literarhistorische Gesellschaft Palmbaum
- Felix-Timmermans-Gesellschaft
- Deutsche Tolkien Gesellschaft
- Ernst-Toller-Gesellschaft
- Kurt Tucholsky-Gesellschaft

## V
- Varnhagen-Gesellschaft Hagen-Berlin
- Clara-Viebig-Freundeskreis
- Lene-Voigt-Gesellschaft
- Johann-Heinrich-Voß-Gesellschaft

## W
- Christian-Wagner-Gesellschaft
- Robert Walser-Gesellschaft
- Wangener Kreis
- Friedrich-Wilhelm-Weber-Gesellschaft
- Frank-Wedekind-Gesellschaft
- Internationale Peter Weiss-Gesellschaft
- Johann-Karl-Wezel-Gesellschaft Sondershausen
- Augustin Wibbelt-Gesellschaft
- Internationale Ernst Wiechert-Gesellschaft
- Wieland-Gesellschaft Biberach
- Winckelmann-Gesellschaft
- Friedrich-Wolf-Gesellschaft
- Wolfgang Hilbig-Gesellschaft
- Wolfram von Eschenbach-Gesellschaft

## Z
- Carl Zuckmayer-Gesellschaft Mainz
- Internationale Stefan Zweig Gesellschaft